# Ben Knight
Pour les articles homonymes, voir Knight.
Ben Knight est un acteur australien né le 1er décembre 1975 à Melbourne en Victoria.

## Filmographie

### Cinéma
- 2017 : The Anomaly : Alex
- 2018 : The Merger : Harpo
- 2022 : Spiderhead : Clyde
- 2024 : The Fall Guy : Dressler

### Télévision
- 2016 : Upper Middle Bogan : Jason (1 épisode)
- 2017 : The Warriors : Scottie (8 épisodes)
- 2020 : Informer 3838 : Tudge (1 épisode)
- 2021 : Dr Harrow : Cade et Senior Wharfie (1 épisode)
- 2022 : Five Bedrooms : Chooka (2 épisodes)
- 2023 : Bay of Fires : Tarquin (8 épisodes)
- 2024 : White Fever : Ross